# تورو د لا سئو بیا

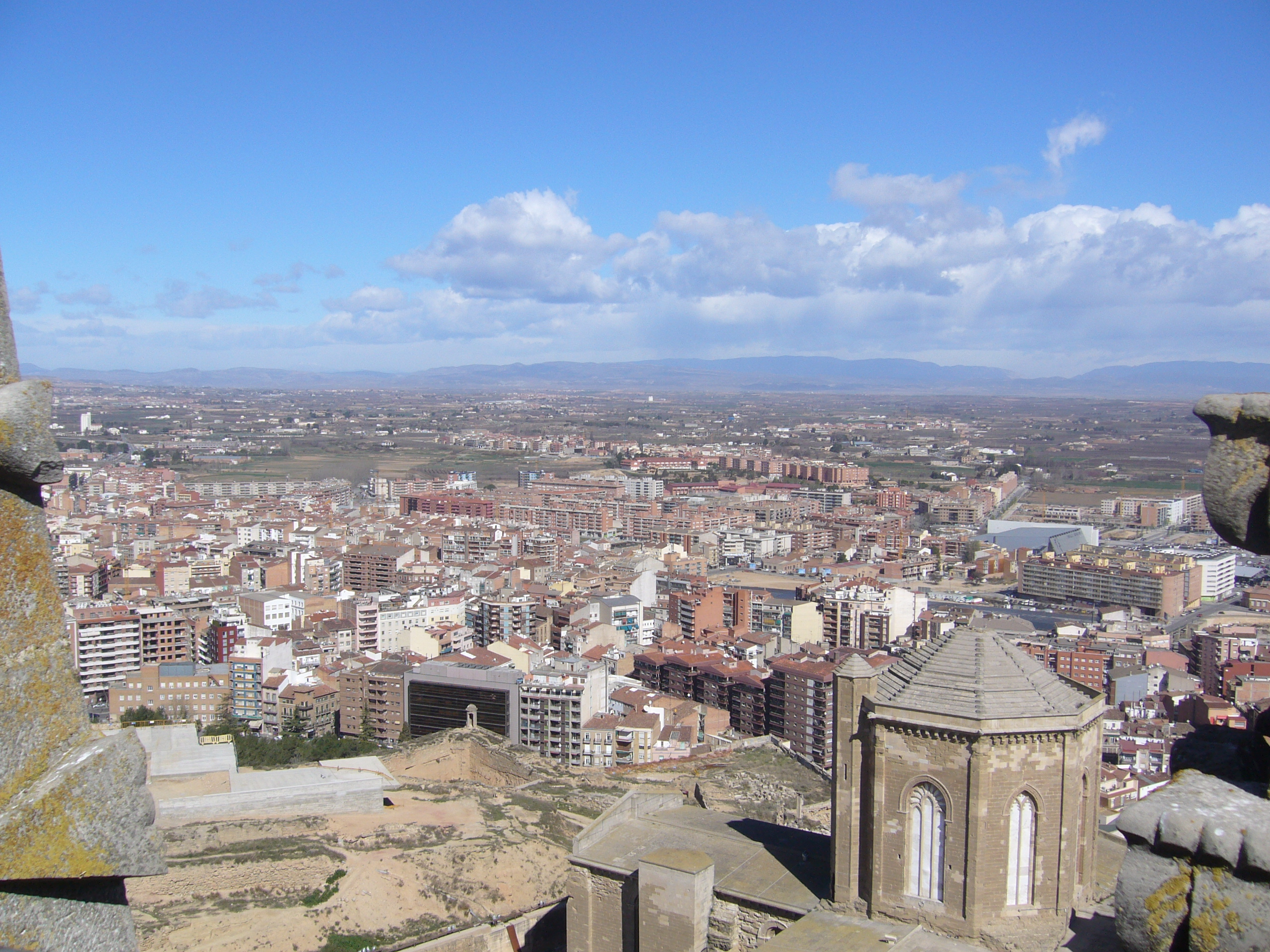
نمایی از دشت رودخانه سگره از بالای تورو د لا سئو ولا.

تورو د لا سئو بیا (کاتالونیایی: Turó de la Seu Vella؛ معنای تحت‌اللفظی: تپهٔ کلیسای جامع کهن) که با نام تپهٔ ییدا و سابقاً روکا سوبیرانا (تپه شاهانه) نیز شناخته می‌شود، یک سنگپوز است که در مرکز شهر ییدا برآمده است. این برآمدگی، مرتفع‌ترین قسمت شهر است و بر کل دشت رودخانهٔ سگره اِشراف دارد. این برآمدگی را، مرکز تاریخی شهر احاطه کرده است، که مناطق مسکونی‌اش در گذشته دامنه‌های آن را نیز اشغال کرده بود، اما به دلیل جنگ دروگرها و جنگ جانشینی اسپانیا، برای ساختن یک ارگ و قرار دادن یک پادگان نظامی در آن بخش خالی از سکنه شد.
بر روی دماغه یک مجموعه تاریخی وجود دارد که شامل کلیسای جامع کهن سئو بیا (ییدا)، کانونیکا، قلعه سودا، چاه‌های یخ و دیوارهایی از چندین سنگر که آن را احاطه کرده‌اند.
در ۲۹ ژانویه ۲۰۱۶، «تورو د لا سئو بیا» در فهرست میراث جهانی در اسپانیا، در رده دارایی فرهنگی (شماره ۶۰۷۹) به ثبت رسید.
تورو د لا سئو بیا در بالاترین نقطه در منطقه‌ای است که قلعه سودا در آن قرار دارد و ارتفاع آن ۲۳۵٫۹ متر بالاتر از سطح دریاست. اختلاف ارتفاع تورو د لا سئو بیا حدود ۸۵ متر از دشت اطراف است، و به عنوان مرجع رأس ژئودتیک، میان تالار شهر ییدا و رودخانه سگره، که ۱۵۰٫۵۱۵ متر از سطح دریا بالاتر است، محسوب می‌شود.